# Курсо-глиссадная система

Схема действия курсового (LOC) и глиссадного (GS) радиомаяков: распределение глубины модуляции сигналов 90 и 150 Гц в результирующей диаграмме направленности.

Ку́рсо-глисса́дная система (КГС), или радиомаячная система инструментального захода самолётов на посадку — наиболее распространённая в авиации радионавигационная система захода на посадку по приборам кабины пилота. В зависимости от длины волны КГС делятся на системы метрового (англ. ILS (instrument landing system)) и сантиметрового диапазонов (англ. MLS, microwave landing system — микроволновая система посадки).

## История
Системы посадки по приборам, основанные на радионавигационных принципах работы, в наиболее развитых странах начали разрабатывать в начале 1930-х годов. В США после успешных испытаний курсо-глиссадной системы Администрация Гражданской Авиации заключила договор на её установку к 1941 году в 6 аэропортах страны. В 1945 году США использовали КГС на 9 гражданских аэродромах и 50 военных. Созданная немцами в 1930-е годы КГС к 1938 году, помимо самой Германии, продавалась по всему миру и была установлена, в частности, в Дании, Швеции, Польше, Чехословакии, Венгрии, Австралии и Англии. Япония до войны разработала оптическую систему посадки для использования на авианосцах. Во Вторую мировую войну подобной системой на авианосцах обладали только японцы.
В СССР первая КГС — «Ночь-1» была создана в конце 1930-х годов и состояла из курсоглиссадного маяка и маркерных маяков. В 1950 году появилась система посадки СП-50 «Материк», в состав которой входили ретранслятор РД-1, курсовой фазовый радиомаяк КРМ-Ф, глиссадный радиомаяк ГРМ-1 и маркерные радиомаяки МРМ-48. Система СП-50 была установлена в 1950-х годах на ряде аэродромов СССР (как военных, так и гражданских) и позволяла производить посадку самолётов Ли-2, Ил-12, Ил-14, Ту-4, Ту-16 при метеоминимуме 50х500 (высота нижней границы облаков 50 м, дальность видимости на ВПП 500 м). Из гражданских первыми были оснащены аэропорты в Москве, Ленинграде, Свердловске и Харькове. К 1970-м годам СП-50 была установлена в 70 аэропортах страны.

## Принцип работы
КГС состоит из двух радиомаяков: курсового (КРМ) и глиссадного (ГРМ).
Антенная система КРМ представляет собой многоэлементную антенную решётку, состоящую из линейного ряда направленных антенн метрового диапазона волн с горизонтальной поляризацией. Для расширения рабочего сектора радиомаяка до углов ±35° может использоваться дополнительная антенная решётка. Диапазон рабочих частот КРМ 108—112 МГц (используется 40-канальная сетка частот, где каждой частоте КРМ поставлена в соответствие определённая частота ГРМ). КРМ размещают за пределами взлётно-посадочной полосы на продолжении её осевой линии. Его антенная система формирует в пространстве одновременно две горизонтальные диаграммы излучения. Первая диаграмма имеет один широкий лепесток, направленный вдоль осевой линии, в котором несущая частота промодулирована по амплитуде суммой гармонических сигналов с частотой 90 и 150 Гц. Вторая диаграмма имеет два узких противофазных лепестка по левую и правую сторону от осевой линии, в которых радиочастота промодулирована по амплитуде разностью гармонических сигналов с частотой 90 и 150 Гц, а несущая подавлена. В результате сложения электромагнитных полей сигнал распределяется в пространстве таким образом, что при полёте вдоль осевой линии глубина модуляции сигналов 90 и 150 Гц одинакова, а значит разность глубин модуляции (РГМ) равна нулю. При отклонении от осевой линии глубина модуляции сигнала одной частоты растёт, а другой — падает, следовательно, РГМ увеличивается в положительную или отрицательную сторону. При этом сумма глубин модуляции (СГМ) в зоне действия маяка поддерживается на постоянном уровне. Бортовое пилотажно-навигационное оборудование измеряет величину РГМ, определяя сторону и угол отклонения воздушного судна от посадочного курса.
Антенная система ГРМ представляет собой в простейшем случае решётку из двух разнесенных по высоте направленных антенн дециметрового диапазона волн с горизонтальной поляризацией (решётка «0»). Диапазон рабочих частот ГРМ 329—335 МГц. ГРМ размещают со стороны, противоположной участку застройки и рулёжным дорожкам, на расстоянии 120—180 м от оси ВПП напротив зоны приземления. Удаление ГРМ от порога ВПП определяется таким образом, чтобы при заданном угле наклона глиссады опорная точка (точка над торцом ВПП, через которую проходит прямолинейная часть глиссады) находилась на высоте 15+3−0 м для радиомаячных систем посадки I, II, III категорий ИКАО (для РМС I категории допускается высота опорной точки 15±3 м). Диаграмма направленности антенной системы ГРМ формируется в результате отражения радиоволн от поверхности земли, поэтому к чистоте зоны, непосредственно прилегающей к антенной системе ГРМ, предъявляются особые требования. Чтобы уменьшить влияние неровностей подстилающей поверхности на диаграмму направленности, а, следовательно, и искривления линии глиссады, используется антенная решётка из трёх вертикально разнесенных антенн (решётка «M»). Она обеспечивает пониженную мощность излучения под малыми углами к горизонту. ГРМ использует тот же принцип работы, что и КРМ. Его антенная система формирует в пространстве одновременно две вертикальных диаграммы излучения, с одним широким лепестком и с двумя узкими — выше и ниже плоскости глиссады (плоскости нулевого значения РГМ). Пересечение плоскости курса и плоскости глиссады даёт линию глиссады. Линию глиссады можно назвать прямой только условно, так как в идеальном случае она представляет собой гиперболу, которая в дальней зоне приближается к прямой, проходящей через точку приземления. В реальных условиях из-за неровностей рельефа местности и препятствий в зоне действия радиомаяков линия глиссады подвержена искривлениям, величина которых нормируется для каждой категории системы посадки.
Угол наклона глиссады (УНГ) рекомендуется устанавливать равным 3°. Углы наклона глиссады РМС, превышающие 3°, следует использовать лишь в тех случаях, когда практически невозможно иным способом удовлетворить требования, предъявляемые к безопасному пролету препятствий. Чем меньше УНГ, тем удобнее садиться самолёту, так как ниже вертикальная скорость. В России в аэропортах, где местность не мешает низкому заходу, используется УНГ 2°40'. В горах или если глиссада проходит над городом, УНГ больше. Например, в аэропорту Новосибирск Северный (закрыт в 2011 году), который находится близко к центру города, глиссада, проходящая над лесом, наклонена под углом 2°40' (уклон 4,7 %), а заход со стороны города производится под углом 3°40' (наклон 6,4 %, в 1,5 раза больше). В аэропорту города Кызыла, в горной местности, УНГ равен 3°30' (6,1 %), в аэропорту Комсомольска-на-Амуре — 3°50' (6,7 %).

## Компоненты

### Курсовой и глиссадный маяки

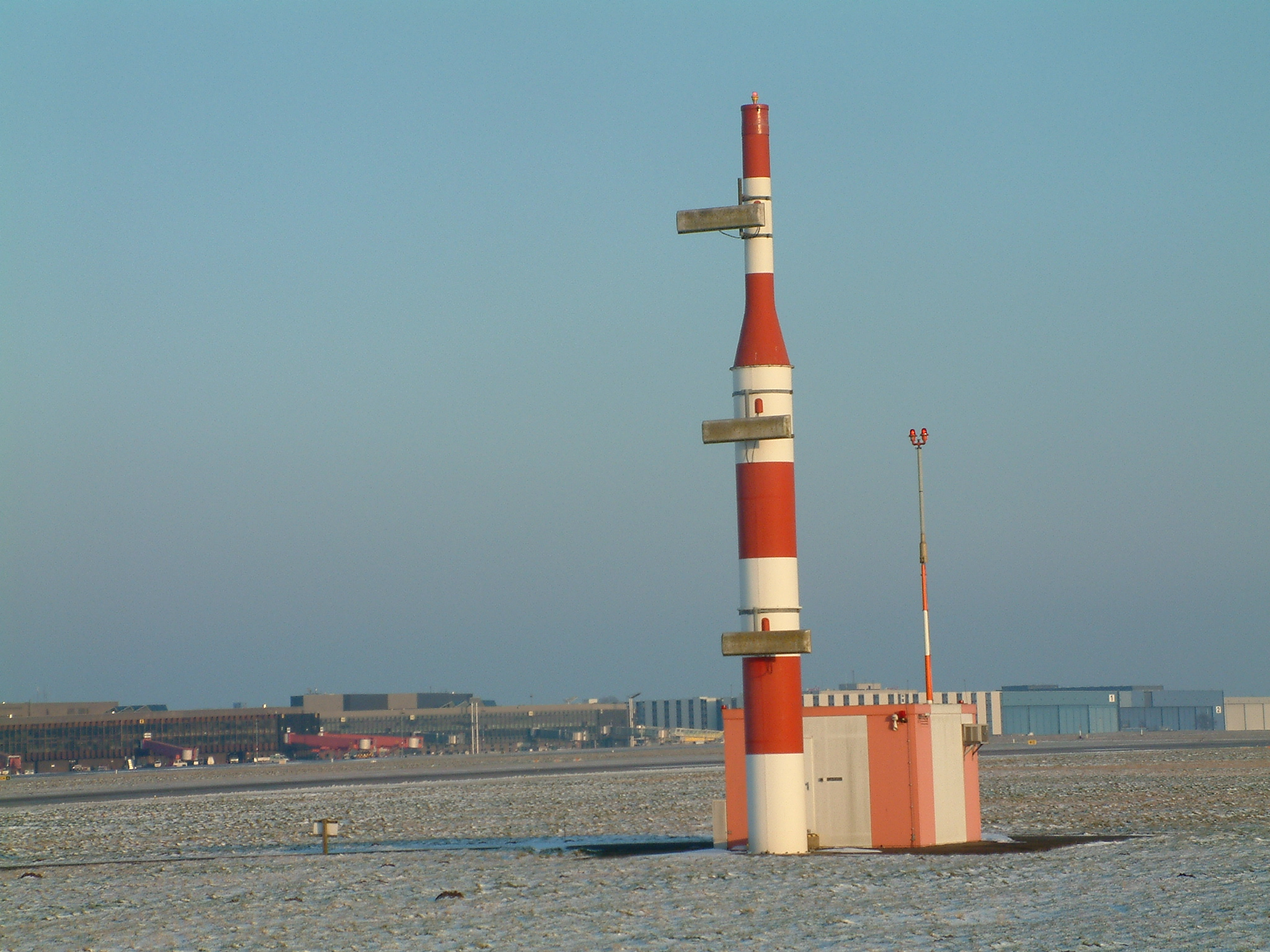
Глиссадный радиомаяк в международном аэропорту Ганновер—Лангенхаген (HAJ)

Кроме навигационных сигналов, курсовой радиомаяк передаёт сигнал опознавания длиной от двух до четырёх букв кода Морзе. Это позволяет экипажу удостовериться, что он настроился на нужную КГС. Курсовые радиомаяки, установленные в российских аэропортах, используют трёхбуквенный сигнал опознавания, который состоит из буквы «I» и двухбуквенного позывного дальней приводной радиостанции (ДПРС) данного направления посадки, если оно оборудовано такой радиостанцией. Сигнал опознавания передаётся с помощью амплитудной модуляции несущей частоты тональным сигналом 1020 Гц. Глиссадный радиомаяк не передаёт сигнала опознавания.
Существует возможность использовать приемник КГС на самолёте для получения сообщений от диспетчера.
В старых КГС курсовые радиомаяки менее направленно излучают сигнал, и его можно принимать также и позади маяка. Это позволяет ориентироваться хотя бы по курсу при заходе с обратной стороны (если на полосе стоит только одна КГС). Для глиссадных радиомаяков существует опасность захвата верхних паразитных лепестков диаграммы направленности и входа в ложную глиссаду. Ввиду этого экипаж воздушного судна осуществляет комплексное самолётовождение, что подразумевает наблюдение за работой одних навигационных систем с помощью других. Например, если при захвате ложной глиссады и снижении на высоту пролёта ДПРМ экипаж не отметил пролёта маркера, снижение обязательно прекращается, самолёт переводится в горизонтальный полет или набор высоты.
Курсовой радиомаяк (КРМ) представляет собой наземное радиотехническое устройство, излучающее в пространство радиосигналы, содержащие информацию для управления воздушным судном относительно посадочного курса при выполнении захода на посадку до высоты принятия решения. Антенна КРМ устанавливается на продолжении осевой линии ВПП на расстоянии 425—1200 м от ближнего торца ВПП со стороны противоположной направлению захода на посадку, боковое смещение антенны КРМ от продолжения осевой линии ВПП не допускается.
Глиссадный радиомаяк (ГРМ) представляет собой наземное радиотехническое устройство, излучающее в пространство радиосигналы, содержащие информацию для управления воздушным судном в вертикальной плоскости относительно установленного угла наклона линии глиссады при выполнении захода на посадку до высоты принятия решения. Антенна ГРМ устанавливается сбоку от ВПП на расстоянии 120—180 м от её оси и 200—450 м от торца ВПП со стороны захода на посадку.

### Маркерные радиомаяки
Маркерные радиомаяки работают на частоте 75 МГц, излучая сигнал узким пучком вверх. Когда самолёт пролетает над маркерным маяком, включается система оповещения — мигает специальный индикатор на приборной панели и издаётся звуковой сигнал. Ближний и дальний маркерные маяки в отечественных аэропортах обычно устанавливаются вместе с приводными радиостанциями — БПРС и ДПРС соответственно.

#### Дальний маркерный радиомаяк (ДМРМ)
Антенна ДМРМ устанавливается на расстоянии 3800—7000 м от порога ВПП на продолжении осевой линии ВПП не более ± 75 м от неё. В этой точке самолёт, двигаясь на высоте, указанной в схеме захода, (примерно 210—220 метров) должен проконтролировать работу КГС, текущую высоту полёта и продолжить снижение. Частота модуляции данного маяка — 400 Гц, а код манипуляции представляет собой непрерывную серию тире кода Морзе со скоростью 2 тире в секунду. Звуковой сигнал сопровождается миганием голубого индикатора на приборной панели оповещения на борту.

#### Ближний маркерный радиомаяк (БМРМ)
Антенна БМРМ устанавливается на расстоянии 850—1200 м от порога ВПП на продолжении осевой линии ВПП не более ± 15 м от неё. Ближний маяк устанавливается в том месте, где высота глиссады обычно равна высоте принятия решения. Таким образом сигнализация пролёта данной точки дополнительно информирует пилотов, что они находятся в непосредственной близости от полосы и по-прежнему находятся на посадочной прямой. Частота модуляции данного маяка — 1300 Гц, а код манипуляции представляет собой непрерывную серию точек кода Морзе со скоростью 6 точек в секунду. Звуковой сигнал сопровождается миганием жёлтого индикатора на приборной панели оповещения на борту.

#### Внутренний маркерный радиомаяк (ВМРМ)
Внутренний радиомаркер используется редко, и устанавливается для того, чтобы в условиях плохой видимости обеспечить экипаж воздушного судна информацией о близости порога ВПП. ВМРМ может использоваться на аэродромах, имеющих сложный рельеф местности в зоне захода воздушных судов на посадку. Антенна ВМРМ размещается на расстоянии 75—50 м от порога ВПП на продолжении осевой линии ВПП не более ± 30 м от неё. Частота модуляции данного маяка — 3000 Гц, передаётся непрерывный сигнал без манипуляции.

### Отслеживание

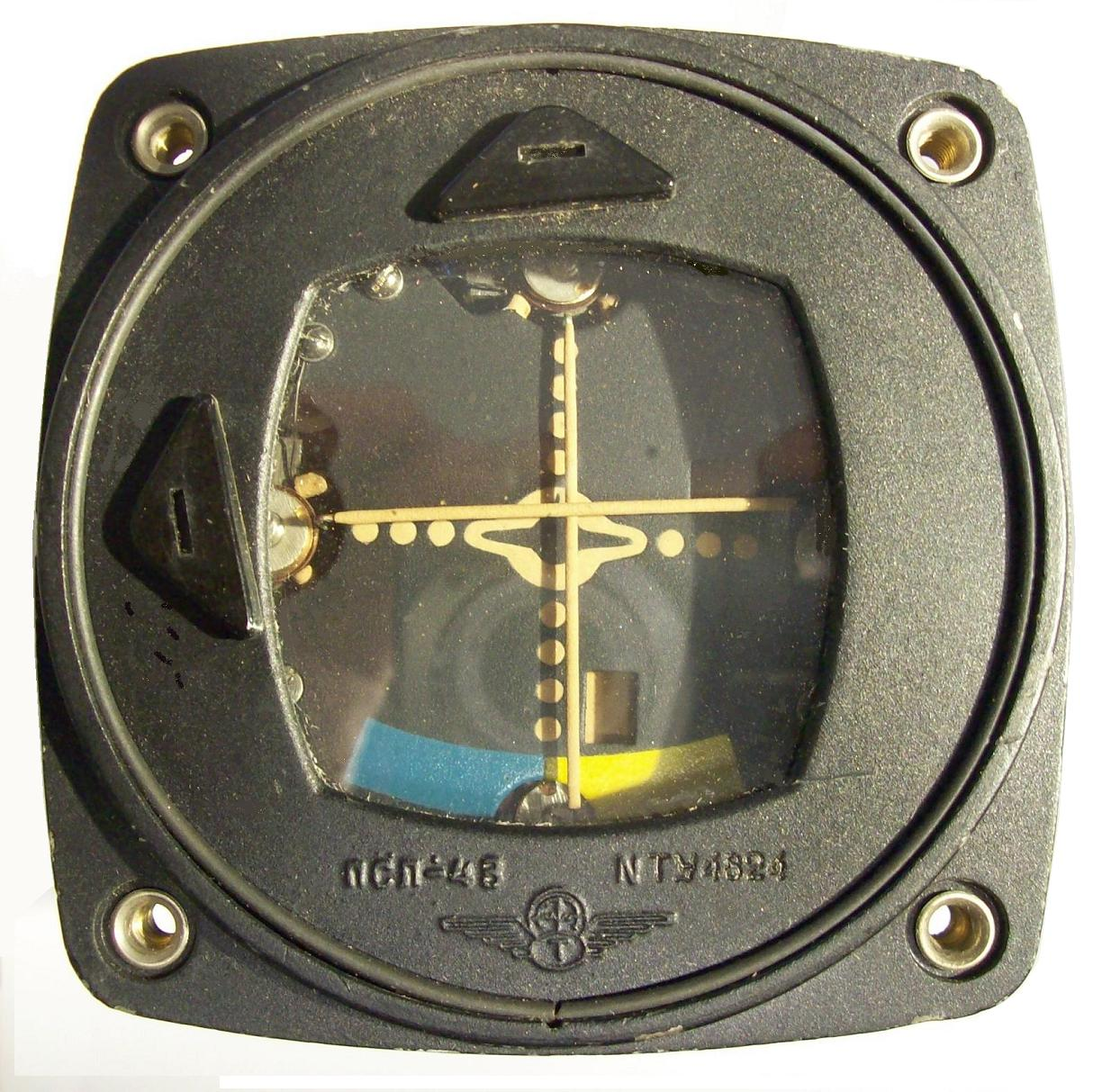
Индикатор прибора слепой посадки ПСП-48

Любое отклонение в работе КГС от нормы сразу же влияет на приборы в самолёте, заходящем на посадку, и может привести к опасным отклонениям от правильного курса и высоты. Поэтому специальное оборудование следит за работой КГС и, если некоторое время (секунды) отклонение превышает норму, система выключается, и подаётся сигнал об аварии, либо система перестаёт передавать свой идентификатор и навигационные сигналы. В любом случае на приборах пилот увидит флажок, сообщающий о неработающей КГС.
При использовании КГС на аэродроме существуют специальные «зоны КГС». Руление воздушного судна в зоне излучения КГС возможно только при отсутствии на глиссаде другого воздушного судна, осуществляющего заход на посадку.

## Категории захода на посадку
В зависимости от технических характеристик КГС, взлётно-посадочной полосе присваивают определённую категорию точного захода на посадку по приборам. Так, I категория позволяет выполнять заходы на посадку с высотой принятия решения менее 75 м, но не менее 60 м над уровнем ВПП и дальностью видимости на ВПП не менее 550 м, либо при метеорологической видимости не менее 800 м. II и III категории позволяют выполнять посадку при меньшей видимости, но требуют специальной дополнительной сертификации самолёта и пилота. II категория ВПП позволяют выполнять посадку при высоте принятия решения от 60 до 30 м и видимости на ВПП не менее 350 м. Категории IIIа позволяет осуществлять заход на посадку с высотой принятия решения менее 30 м или без ограничения по высоте и дальностью видимости на ВПП не менее 200 м. Категория IIIb — высота принятия решения менее 15 м, дальность видимости от 50 до 200 м. IIIС категория — заходы на посадку без ограничений как по высоте принятия решений, так и по дальности видимости.  
Системы II и III категорий должны иметь освещение осевой линии, зоны посадки и другие вспомогательные средства. КГС должна выключаться в случае сбоев. С увеличением категории оборудование должно выключаться быстрее. Например, курсовой маяк I категории должен выключиться через 10 секунд после обнаружения сбоя, а маяк III категории должен выключиться менее чем через 2 секунды.

## Ограничения и альтернативы
Директорные системы в самолётах (системы, определяющие местоположение относительно глиссады и показывающие его на приборах) чувствительны к отражениям сигналов КГС, возникающим из-за присутствия разных объектов в её области действия, например, домов, ангаров, а находящиеся вблизи радиомаяков самолёты и автомобили могут создавать серьёзные искажения сигналов. Земля под уклоном, холмы и горы и другие неровности местности также могут отражать сигнал и вызывать отклонения показаний приборов. Плюс искажение может происходить из-за большого накопления снега в зоне действия КГС, когда команда аэропорта по той или иной причине не чистит местность вблизи курсового маяка. Курсовой маяк меньше по размерам чем глисадный, из-за чего он сильнее подвержен нарушению работы из-за снега, который может покрывать его самого и область вблизи него. Всё это ограничивает область надёжной работы КГС.
Также для нормальной работы КГС в аэропортах приходится вводить дополнительные ограничения передвижения самолётов на земле, чтобы они не затеняли и не отражали сигналы, а именно увеличивать минимальное расстояние между самолётом на земле и ВПП, закрывать некоторые рулёжные дорожки или увеличивать интервал между посадками, чтобы севший самолёт успел уехать из проблемной зоны, и следующий садящийся самолёт не испытывал радиопомех. Это сильно снижает пропускную способность аэропортов, когда им приходится работать в сложных метеоусловиях по II и III категориям.
Кроме того, КГС может служить только для прямых заходов, поскольку линия равной интенсивности маяков всего одна. В то же время, во многих аэропортах сложная местность требует более сложного захода, как, например, в аэропорту Инсбрука.
В 1970-е годы в США и Европе были приложены большие усилия по разработке и внедрению микроволновой системы посадки (MLS). Она не испытывает проблем с отражениями и точно определяет местоположение самолёта не только прямо перед ВПП, но и в любой точке вокруг. Это позволяет выполнять по ней непрямые заходы, уменьшить интервалы безопасности и поэтому увеличить пропускную способность аэропорта в сложных метеоусловиях. Однако авиакомпании и аэропорты не решались инвестировать средства во внедрение этой системы. Появление GPS окончательно остановило прогресс в области МСП.

## Будущее
Развитие глобальной системы позиционирования GPS создало альтернативу традиционным средствам радионавигации в авиации. Однако сама по себе GPS, без вспомогательных средств, не достаточно точна́ даже в сравнении с КГС I категории. Рассматривались разные способы повышения точности: Wide Area Augmentation System (WAAS), её аналог Европейская служба геостационарного навигационного покрытия (EGNOS). Они могут предоставить навигацию соответствующую I категории.
Чтобы использовать GPS в условиях заходов по II и III категориям, требуется точность большая, чем у этих систем. Локальная наземная система (ЛККС) соответствует только I категории, и разрабатываемые системы II и III категорий могут включить её в себя. Эта техника, возможно, заменит КГС, хотя они, наверное, останутся в использовании как резервное средство на случай выхода из строя оборудования.
Европейская система Галилео также призвана давать достаточно точные данные, чтобы позволить выполнять автоматическую посадку.

## Использованная литература и источники
1. ↑  ГОСТ 26121-84 Системы инструментального захода самолётов на посадку радиомаячные. Термины и определения. — Москва: Издание стандартов, 1985. — 8 с. — 4800 экз. Архивировано 13 марта 2012 года.
2. ↑  History of Aircraft Landing Aids. Архивировано из оригинала 13 февраля 2012 года.
3. ↑  Aircraft Instrument Landing System (ILS). Архивировано 13 февраля 2012 года.
4. ↑  Большая Советская Энциклопедия. — 2. — 1958. — Т. 51. — С. 233. — 460 с. — 300 000 экз.
5. ↑  Сарайский Ю. Н., Алешков И. И. Аэронавигация. — Санкт-Петербург, 2010. — Т. 1. Основы навигации и применение геотехнических средств. — С. 18. — 302 с.
6. ↑  М.М. Лобанов. Развитие советской радиолокационной техники. — Москва: Воениздат, 1982. — С. Глава 6. — 239 с. Архивировано 4 марта 2016 года.
7. ↑  Никитин Д. А. Курсо-глиссадные системы посадки в гражданской авиации СССР // Научный вестник МГТУ ГА. — 2006. — № 101.
8. ↑  Наземное радиооборудование системы посадки ILS 734 Архивная копия от 19 июня 2022 на Wayback Machine // НПО "РТС"
9. 1 2 3 4 5 6 7  Федеральные авиационные правила. "Радиотехническое обеспечение полетов воздушных судов и авиационная электросвязь в гражданской авиации". Утверждены приказом Минтранса России от 20 октября 2014 г. № 297.
10. ↑  Термины и определения // Авиационные правила. Сертификация аэродромов. — 2-е изд. — 2012. — Т. 2.